# Alexander Piorkowski

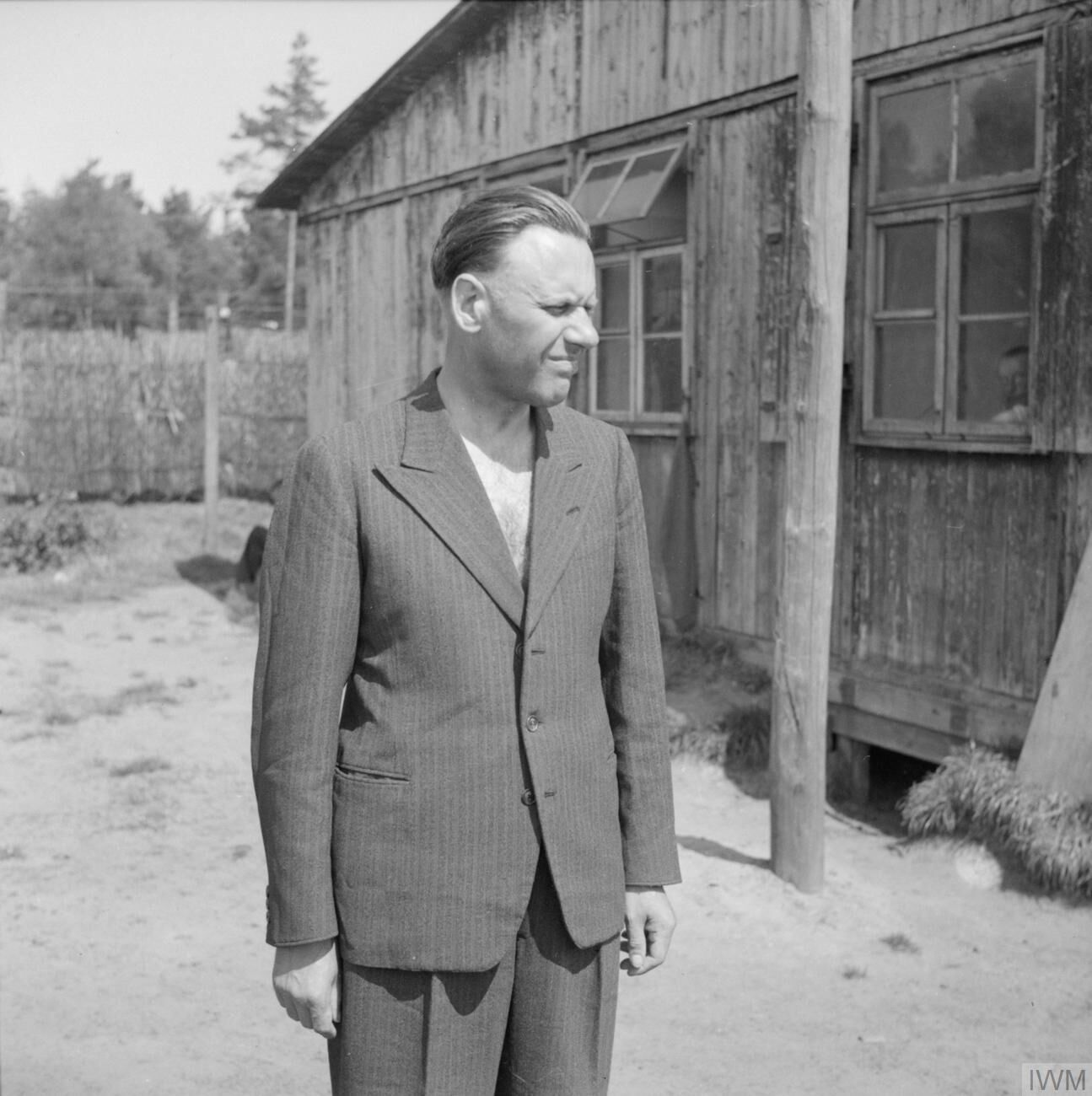
Alexander Piorkowski im britischen Internierungslager in Westertimke bei Bremen am 16. Mai 1945

Alexander Bernhard Hans Piorkowski, auch Alex Piorkowski, (* 11. Oktober 1904 in Bremen; † 22. Oktober 1948 in Landsberg am Lech, hingerichtet) war ein deutscher SS-Sturmbannführer und Lagerkommandant des Konzentrationslager Dachau.

## Biografie
Piorkowski, gelernter Mechaniker, war in den 1920er Jahren als reisender Kaufmann tätig.
Zum 1. November 1929 trat Piorkowski der NSDAP bei (Mitgliedsnummer 161.437), im selben Jahr schloss er sich der SA an. Im Juni 1933 wechselte er von der SA zur SS (SS-Nummer 8.737). Seine erste SS-Standarte führte er ab Juli 1935 in Bremen, im Jahr darauf die SS-Standarte Allenstein. Aus Krankheitsgründen schied er 1936 aus dem Dienst aus.
Von Juli 1937 bis Dezember 1937 war er kommissarisch Lagerkommandant des KZ Lichtenburg und nach der Umwandlung dieses Lagers in ein Frauenkonzentrationslager stellvertretender Lagerdirektor unter Günther Tamaschke bis August 1938. Von dort wurde er Anfang August 1938 als Schutzhaftlagerführer in das KZ Dachau versetzt. Von Februar 1940 bis Mitte September 1942 war er Kommandant des KZ Dachau. Wegen Korruptionsvorwürfen wurde er am 31. August 1943 wegen „Dienstunfähigkeit aus dem Dienstverhältnis zur Waffen-SS [und zugleich] mit Wirkung vom gleichen Tage aus der Schutzstaffel“ entlassen.
Nach Ende des Zweiten Weltkrieges musste sich Piorkowski zusammen mit seinem Adjutanten Heinz Detmers im Januar 1947  vor einem amerikanischen Militärgericht im Zuge der Dachauer Prozesse verantworten. Anklagepunkte waren Verbrechen gegen die Menschlichkeit, Deportation, Verschleppung und Misshandlungen an Häftlingen im ehemaligen Konzentrationslager Dachau. Piorkowski wurde zum Tode verurteilt, nach der Urteilsüberprüfung und vergeblichen Gnadengesuchen im Kriegsverbrechergefängnis Landsberg 1948 gehängt. Seine Urne wurde 1948 auf dem Riensberger Friedhof beigesetzt.
| Piorkowskis SS-Ränge | Piorkowskis SS-Ränge |
| Datum                | Rang                 |
| -------------------- | -------------------- |
| 8. Januar 1932       | SS-Hauptscharführer  |
| 20. April 1933       | SS-Untersturmführer  |
| 9. September 1934    | SS-Obersturmführer   |
| 20. April 1935       | SS-Hauptsturmführer  |
| 30. Januar 1936      | SS-Sturmbannführer   |